# Stephen Albert
Stephen Albert (New York, 6 februari 1941– Truro, 27 december 1992) was een Amerikaanse componist.

## Biografie
Alberts korte leven zat vol met muziek. In zijn jeugd volgde hij al opleidingen teneinde te musiceren op piano, hoorn en trompet. Toen hij vijftien was kreeg hij les in componeren van Elie Siegmeister, op zijn zeventiende kreeg hij les aan de Eastman School of Music van Bernard Rodgers. Ook heeft hij cursussen gevolgs in Stockholm (bij Karl-Birger Blomdahl), Philadelphia (Joseph Castaldo), en in Pennsylvania werkte hij met collegacomponist George Rochberg.
Vanaf 1988 was hij professor compositie aan de Julliard School of Music en andere soortgelijke opleidingcentra. Een van zijn leerlingen is Daniel Asia.
Hij was wars van de muziekstijlen die zo vaak werden opgelegd in de jaren 60 van de 20e eeuw. Hij hield vol de traditie van Claude Debussy, Gustav Mahler en Béla Bartók uit te breiden en te moderniseren. Alhoewel niet meegaand met de stromingen van zijn tijd, hebben zijn werken toch internationaal erkende muziekprijzen opgeleverd; vaak tot zijn eigen verbazing.
Hij kwam in 1992 om als gevolg van een auto-ongeluk.
Naast muziek was zijn grote hobby het lezen van James Joyce.

## Composities

### Voor Orkest
- Anthems and Processionals (1988) - 16 minuten
- Into Eclipse (chamber with voice version) (1981) - 30 minuten
- Symfonie nr.1 RiverRun (1983) - 33 minuten (Pulitzer-prijs 1985);
- Symfomie nr. 2 (1992) - 25 minuten
- Tapioca Pudding (1991) - 2 minuten

### Voor solist(en) en orkest
- Concerto for Violoncello and Orchestra (1990) - 30 minuten
- Distant Hills (orchestra version) (1989) - 31 minuten
- Flower of the Mountain from “Distant Hills” (orchestra version) (1985) - 16 minuten
- In Concordiam (1986) - 17 minuten
- Into Eclipse (orchestra with voice version) (1981) - 30 minuten
- Sun’s Heat from “Distant Hills” (orchestra version) (1989) - 15 minuten
- Wind Canticle (1991) - 14 minuten
- Wolf Time (1968) - 20 minuten

### Voor solist(en) en groot ensemble (zeven of meer leden)
- Distant Hills (chamber version) (1989) - 31 minuten
- Flower of the Mountain from “Distant Hills” (chamber version) (1985) - 16 minuten
- Sun’s Heat from “Distant Hills” (chamber version) (1989) - 15 minuten
- TreeStone (1983) - 45 minuten

### Voor klein ensemble (2–6 leden)
- Tribute (1988) - 9 minuten

### Voor koor en orkest/ensemble
- Bacchae: A Ceremony in Music (1967) - 8 minuten

### Voor solostem en klein ensemble
- Ecce Puer (1992) - 6 minuten
- Rilke Song - On Nights Like This (1991) - 5 minuten
- The Stone Harp (1988) - 14 minuten
- Wedding Songs (1964) - 10 minuten

- Bibsys: 14050222
- Bibliothèque nationale de France: cb13970583g (data)
- CiNii: DA15964449
- Gemeinsame Normdatei: 119447924
- International Standard Name Identifier: 0000 0000 8136 1115
- Library of Congress Control Number: n86143547
- Nationale Bibliotheek van Letland: 000340677
- MusicBrainz: c9f6deb4-e124-46f7-a5ea-15f9a3d3eb59
- Nationale Bibliotheek van Tsjechië: xx0066570
- Nationale bibliotheek van Australië: 49786247
- Nationale Bibliotheek van Israël: 987007257400205171
- Nederlandse Thesaurus van Auteursnamen: 137163452
- SNAC: w6nc636q
- Trove: 1525295
- Virtual International Authority File: 56803458
- WorldCat: E39PBJtmxJGD8BTMJfdwJWxqwC